# ضعف صورت
ضعف صورت علامتی است که در برخی از بیماری‌ها دیده می‌شود:
- سکته مغزی
- نوروفیبروماتوز
- فلج بل
- سندرم رامسی هانت
- میاستنی گراویس[۱]